# Chlum (Radnická vrchovina)
Chlum (429 m n. m.) je vrchol ležící v Kralovické pahorkatině v katastrálním území Kříše (obec Břasy, okres Rokycany).
Vrchol ležící mezi vesnicemi Nadryby a Kříše dominuje pravému břehu Berounky. Zalesněný kopec je vyhaslou sopkou, na jeho oblém a místy obnaženém vrcholu lze najít pozůstatky čtyř kráterů.